# Brandon Flowers
Brandon Richard Flowers (Henderson, Nevada, 21 de junho de 1981) é um músico norte-americano, mais famoso por ser o vocalista e teclado da banda de rock alternativo, The Killers.

## Biografia
O pai de Brandon trabalhava em uma mercearia, enquanto sua mãe era dona de casa. Brandon cresceu com todos os cinco irmãos mais velhos que ele. São de ascendência escocesa e lituana. Em 1989 a família mudou-se para Néfi, Utah. Brandon ficou na cidade até seu primeiro ano do Ensino Médio, quando voltou para Las Vegas, então com 16 anos, para morar com sua tia.

## Carreira musical
Depois de ter renunciado estudos e largado a faculdade, Brandon trabalhou em pequenos empregos em Las Vegas, incluindo o de paquete de um hotel cassino de Las Vegas conhecida como Gold Coast Hotel. Durante esse tempo, ele fez parte da banda de synth pop conhecido como Blush Response. Em 2001, Flowers foi retirado da banda, ele recusou-se a se mudar para Los Angeles, Califórnia.
Logo após ser abandonado pela banda, Brandon assistiu a um concerto da banda de rock Oasis, esta experiência motivou Brandon a juntar-se com uma verdadeira banda de Rock, em vez de uma banda de teclado. Começou a ir atrás de um guitarrista, logo, ele juntou-se com o guitarrista Dave Keuning através de um anúncio de jornal que Dave fez. Os dois começaram logo à procura de um baixista e um baterista. Depois algumas pessoas terem passado pela banda, a dupla foi acompanhada pelo baixista Mark Stoermer e o baterista Ronnie Vannucci. Então definitivamente formou-se The Killers, no ano de 2002. Brandon foi sempre apoiado por seus pais em seu esforço para se tornar Rockstar. O Las Vegas Review Journal observou certa vez, que os pais de Brandon muitas vezes eram os únicos a assistir seus shows, nos dias iniciais da banda já famoso pelo nome The Killers.

## Desavenças
Flowers é conhecido por iniciar brigas com outras bandas de rock como Fall Out Boy e Panic! at the Disco. No entanto, em uma entrevista a Spin Magazine declarou: "Eu gostaria de voltar atrás. Essas pessoas estão fazendo aquilo que querem fazer, assim como eu. Eu sou uma pessoa legal e eu amo as pessoas. Eu sou apenas teimoso. Não é algo do que eu tenha orgulho".

## Carreira solo

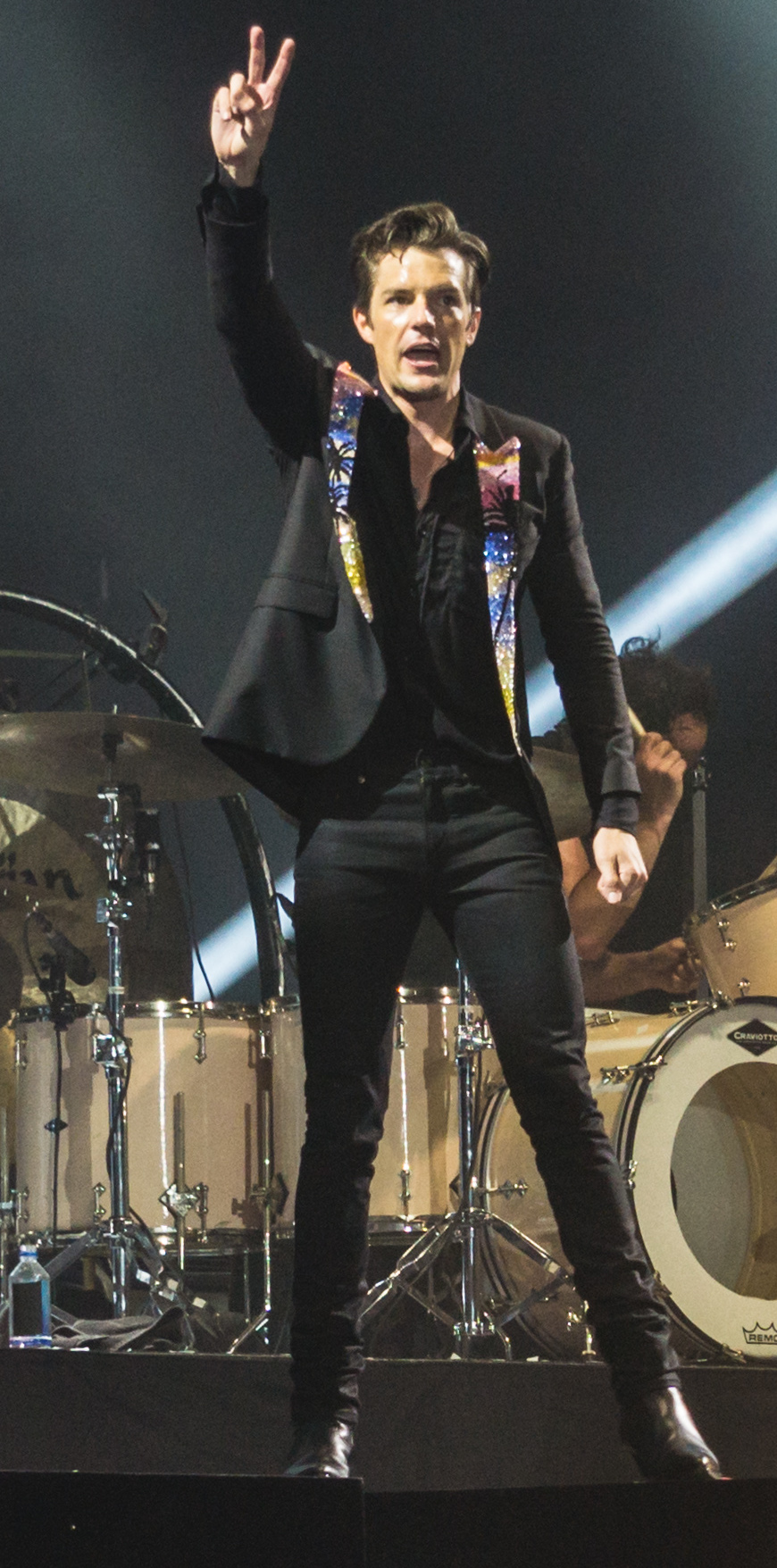
Brandon se apresentando com o The Killers em 2017.

Em 29 de abril de 2010, anuncia no site do The Killers seu primeiro álbum solo, Flamingo, com lançamento em dezembro do mesmo ano. O primeiro single foi a música "Crossfire", o clipe tem participação da atriz vencedora do Oscar Charlize Theron e estreou dia 8 de Julho no YouTube. O segundo single escolhido foi "Only The Young", gravado no cassino e resort Wynn Las Vegas com participação do grupo Le Rêve e dirigido por Sophie Muller, a mesma de "Mr. Brightside". Já em sua semana de estreia, o álbum Flamingo, alcançou o primeiro lugar nas paradas inglesas e escocesas.
Em 2015, após meses de trabalho, Flowers anunciou o lançamento do seu segundo trabalho solo, o álbum The Desired Effect.

## Influências
O crédito de fornecer sentido musical para Brandon, vai para seu irmão Shane. Ele, que era 12 anos mais velho do que Brandon, forneceu-lhe muitas fitas e vídeos  de bandas como  U2, New Order, Pet Shop Boys, The Smiths, The Cure, The Beatles e Oasis. Desde então, Brandon é fã dessas bandas.

## Vida pessoal
Brandon Flowers casou-se com sua namorada de muito tempo, Tana Munblowsky em 2 de agosto de 2005, no Havaí. O casal tem três filhos, o primeiro nascido em 14 de julho 2007 chamado Ammon Richard Flowers, o segundo em 28 de julho de 2009, Gunnar Richard Flowers e o terceiro em 9 de março de 2011, Henry Brandon Flowers.
A avó de Flowers veio da Lituânia.
Ele é um membro da Igreja de Jesus Cristo dos Santos dos Últimos Dias (Igreja SUD). Ele e sua família são destaque em um dos sites da igreja em um vídeo promocional.
Depois de utilizar o tabuleiro ouija, passou a ter medo do número 621. A data se relaciona com o dia de seu aniversário, 21 de junho.
Ele é um fã ardoroso de golfe. Em entrevista, disse gostar do esporte desde a adolescência.

## Discografia
| Ano  | Título | Melhor posição | Melhor posição | Melhor posição | Melhor posição | Melhor posição | Melhor posição | Melhor posição | Melhor posição | Melhor posição | Certificações          |
| Ano  | Título | EUA            | AUS            | CAN            | ALE            | IRL            | HOL            | NZL            | SUI            | UK             | Certificações          |
| ---- | --- | -------------- | -------------- | -------------- | -------------- | -------------- | -------------- | -------------- | -------------- | -------------- | ---------------------- |
| 2010 | Flamingo - Lançamento: 3 de setembro de 2010 - Gravadora: Mercury, Island, Vertigo, Universal - Formatos: LP, CD, download    | 8              | 5              | 9              | 8              | 3              | 4              | 6              | 13             | 1              | - UK: Ouro - IRL: Ouro |
| 2015 | The Desired Effect - Lançamento: 18 de maio de 2015 - Gravadora: Mercury, Island, Vertigo, Universal - Formatos: CD, download | 17             | 14             | 7              | 37             | 2              | 16             | 21             | 13             | 1              | - UK: Ouro             |

## Premiações
Flowers ganhou o NME magazine awards em 2005 por o "Mais bem vestido" e "Homem mais sexy." Ele também ganhou o prêmio por "Homem mais estiloso" no GQ Awards 2008.